# ロックマンゼロコレクション
『ロックマンゼロコレクション』（ROCKMAN ZERO COLLECTION）は、2010年6月10日にカプコンから発売されたニンテンドーDS専用のアクションゲームである。

## 概要
ゲームボーイアドバンスで2002年から2005年に発売された以下のロックマンゼロシリーズ4作を1作に収録したオムニバスゲーム。2011年4月21日には廉価版（カプコレ）が発売された。
DSへの移植に伴い、GBAにはないX・Yボタンを自由に割り当てることができる。BGM・ボイスの音質も上がっている。メイン操作は上画面で行い、下画面には各キャラのイラストが表示される（通常時は選択しているメイン武器を持つゼロ、ボス戦時はボスのイラストが表示される）。
セレクトモードの各シナリオをクリアすると、ゼロ3に存在するカードeリーダー+対応の改造カードを入手できる。改造カードはコレクションでon/offを設定できる。

## 収録モード
イージーシナリオモード
シリーズ4作品を1作目から順番に進行するモード。各シリーズのアルティメットモードに近い低難易度に設定されている。セーブデータは1つのみ。
セレクトモード
4作品を作品ごとにプレイできるモード。内容はオリジナルとほぼ同じだが、一部の仕様変更やバグが修正されている。
コレクション
各モードのプレイ中、下画面に表示される壁紙やキャラクターカードを閲覧できる。
スタッフクレジット
本作のスタッフを閲覧できる。

## サウンドトラック
ROCKMAN ZERO COLLECTION SOUNDTRACK 響命 - résonnant vie -は、ロックマンゼロシリーズの曲の中からアコースティック音楽でアレンジした13曲を収録したリメイクサウンドトラック。
| #   | タイトル                  | 作詞 | 作曲・編曲 | 時間 |
| --- | ------------------------- | ---- | ---------- | ---- |
| 1.  | 「Cyberelf」              |      |            | 4:01 |
| 2.  | 「For Endless Fight」     |      |            | 4:28 |
| 3.  | 「Break Out」             |      |            | 2:28 |
| 4.  | 「Ice Brain」             |      |            | 3:56 |
| 5.  | 「Labo」                  |      |            | 2:54 |
| 6.  | 「Trail on Powdery Snow」 |      |            | 4:46 |
| 7.  | 「Cold Smile」            |      |            | 3:24 |
| 8.  | 「Holy Land」             |      |            | 4:07 |
| 9.  | 「Falling Down」          |      |            | 3:48 |
| 10. | 「Ciel d'aube」           |      |            | 4:46 |
| 11. | 「Alouette March」        |      |            | 3:32 |
| 12. | 「Awakening Will」        |      |            | 4:18 |
| 13. | 「Cannon Ball」           |      |            | 3:48 |